# Boris Wołczek
Boris Wołczek (ros. Борис Волчек, ur. 23 listopada?/6 grudnia 1905 w Witebsku, zm. 15 maja 1974 w Moskwie) – radziecki operator filmowy, a także reżyser, scenarzysta i pedagog. Zasłużony Działacz Sztuk RFSRR (1958). Laureat trzech Nagród Stalinowskich (1946, 1948, 1951) oraz Nagrody Państwowej ZSRR (1971).

## Życiorys
Ukończył wydział operatorski w Moskiewskim Technikum Filmowym. Współpracował z reżyserem Michaiłem Rommem. Wykonał zdjęcia do wielu jego filmów, w tym Baryłeczka, Bohaterowie pustyni, Lenin w Październiku, Lenin w 1918 roku. Kadry Wołoczka były wyraziste i ostre, podkreślały emocje i stany psychiczne postaci. Wraz z Rommem opracował również technikę ustawiania układów scenicznych, tak aby scenografia mogła być zmieniana bez przerywania zdjęć.
Od roku 1943 Boris Wołoczek pracował w WGIK-u jako profesor kształcąc wielu wybitnych operatorów m.in. Michaiła Wartanowa. Zajmował się również reżyserią, zrealizował między innymi w 1970 roku film Oskarżeni o zabójstwo.
Pochowany na Cmentarzu Kuncewskim w Moskwie.

## Filmografia

### operator
- 1934 – Baryłeczka (Пышка), reż. Michaił Romm
- 1936 – Bohaterowie pustyni (Тринадцать), reż. Michaił Romm
- 1937 – Lenin w Październiku (Ленин В Октябре), reż. Michaił Romm
- 1939 – Lenin w 1918 roku (Ленин в 1918 году), reż. Michaił Romm
- 1939 – Numer 217 (Человек № 217), reż. Michaił Romm
- 1941 – Marzenie (Мечта), reż. Michaił Romm
- 1942 – Mordercy wychodzą na drogę (Убийцы выходят на дорогу), reż. Wsiewołod Pudowkin, Jurij Taricz
- 1946 – Biały Kieł (Белый Клык), reż. Aleksandr Zguridi
- 1947 – Harry Smith odkrywa Amerykę (Русский вопрос) reż. Michaił Romm
- 1956 – Zbrodnia przy ulicy Dantego (Убийство на улице Данте) reż. Michaił Romm
- 1970 – Oskarżeni o zabójstwo (Обвиняются в убийстве), reż. Boris Wołczek

### reżyser
- 1963 – Zdradziecki strzał (Сотрудник ЧК)[1]
- 1970 – Oskarżeni o zabójstwo (Обвиняются в убийстве)[1]

### scenarzysta
- 1970 – Oskarżeni o zabójstwo (Обвиняются в убийстве)

## Nagrody
- 1946: Nagroda Stalinowska II stopnia za film Numer 217 (Человек № 217).
- 1948: Nagroda Stalinowska I stopnia za film Harry Smith odkrywa Amerykę (Русский вопрос).
- 1951: Nagroda Stalinowska I stopnia za film Tajna misja (Секретная миссия).
- 1971: Nagroda Państwowa ZSRR za film Oskarżeni o zabójstwo (Обвиняются в убийстве).

Źródło: